# Kultur i Halland
Kultur i Halland är kulturförvaltningen i Region Halland. 2011 samlade Region Halland verksamheterna i Dans i Halland, Film i Halland, Konst i Halland, Slöjd i Halland och Regionbiblioteket i den nya förvaltningen Kultur i Halland. Den 1 januari 2012 tog man över verksamheten och länsmusikuppdraget från stiftelsen Musik i Halland. Förvaltningen är huvudman för Teater Halland.
Region Halland utser också, tillsammans med kommunerna och museiföreningarna, styrelsen i Stiftelsen Hallands länsmuseer, som driver Hallands konstmuseum i Halmstad och Hallands kulturhistoriska museum i Varberg.
Kultur i Halland har 13 olika arbetsområden:
- Barn och unga
- Dans
- Film
- Fria kulturaktörer
- Internationellt
- Konst
- Kultur för livet
- Kulturarv
- Kulturella och kreativa sektorn
- Kulturresidens
- Musik
- Regionbibliotek
- Slöjd